# 平栗 (金沢市)
平栗（ひらぐり）は、石川県金沢市の大字。郵便番号は921-8121。旧加賀国石川郡富樫郷平栗村、同郡野村字平栗。

## 概要
平栗は、別所町・三小牛町・山科町・清瀬町・窪町に囲まれている。

## 沿革
- 江戸期 - 加賀国石川郡富樫郷平栗村が存在。富樫組所属[3]。加賀藩領。
- 1871年8月29日（明治4年7月14日） - 廃藩置県により金沢県の管轄となる。
- 1872年3月10日（明治5年2月2日） - 金沢県が改称して石川県となる。
- 1889年（明治22年）4月1日 - 町村制施行により、野村発足。同村の字平栗となる。
- 1925年（大正14年）4月1日 - 野村が金沢市に編入され、同市の大字となる。

## 小中学校の校区
市立小・中学校に通う場合、学区は以下のとおりとなる。
| 番・番地等 | 小学校               | 中学校             |
| ---------- | -------------------- | ------------------ |
| 全域       | 金沢市立十一屋小学校 | 金沢市立野田中学校 |

## 主な施設
- 平栗いこいの森